# Juan Mario Fernández
Juan Mario Fernández (San Miguel de Tucumán, Tucumán, 1940 - San Miguel de Tucumán, Tucumán, 1 de febrero de 2016) fue un futbolista argentino que jugaba como volante.

## Trayectoria

### Atlético Tucumán
Tarilo debutó en Atlético Tucumán en 1958 y en su primer año se coronó campeón tucumano. En 1959 repitió el título, en lo que fue el tercero de forma consecutiva para la institución y empezó a prepararse para el  Campeonato de Campeones de la República Argentina.Se coronó campeón y obtuvo el primer título nacional del decano.Siguiendo el exitoso andar del decano, se consagró campeón tucumano en 1960, 1961, 1962, 1963 y 1964, marcando el histórico octacampeonato del Club Atlético Tucumán. Fernández jugó en Atlético hasta el año 1966.

### Sarmiento de La Banda
En 1967 llegó a Sarmiento de La Banda. En el equipo santiagueño formó un recordado equipo en el ámbito provincial.

## Clubes
| Club                  | País      |
| --------------------- | --------- |
| Atlético Tucumán      | Argentina |
| Sarmiento de La Banda | Argentina |

## Palmarés
| Título                                  | Equipo           | País      | Año  |
| --------------------------------------- | ---------------- | --------- | ---- |
| Liga Tucumana                           | Atlético Tucumán | Argentina | 1958 |
| Liga Tucumana                           | Atlético Tucumán | Argentina | 1959 |
| Liga Tucumana                           | Atlético Tucumán | Argentina | 1960 |
| Liga Tucumana                           | Atlético Tucumán | Argentina | 1961 |
| Liga Tucumana                           | Atlético Tucumán | Argentina | 1962 |
| Liga Tucumana                           | Atlético Tucumán | Argentina | 1963 |
| Liga Tucumana                           | Atlético Tucumán | Argentina | 1964 |
| Campeonato de Campeones de la República | Atlético Tucumán | Argentina | 1960 |